# Zakumi
Zakumi ist das offizielle Maskottchen der Fußball-Weltmeisterschaft 2010 in Südafrika. Die Figur stellt einen grünhaarigen Leoparden dar, der ein weißes Fußball-Trikot und eine grüne Hose trägt. Sein Name setzt sich zusammen aus „ZA“, dem internationalen Kfz-Kennzeichen für Südafrika, sowie „kumi“, einem Wort, das in mehreren afrikanischen Sprachen zehn (wie in „2010“) bedeutet. Übersetzt steht Zakumi damit für „Südafrika 2010“.
Zakumi wurde vom Kapstädter Andries Odendaal erfunden und am 22. September 2008 der Öffentlichkeit vorgestellt.
Es wurde auch eine Zeichentrickserie mit Zakumi in der Hauptrolle produziert.